# Муве лебдилице
Bombyliidae су породица мува. Њихов заједнички назив су пчелиње мушице или мушице. Одрасле јединке се углавном хране нектаром и поленом, од којих су неки важни опрашивачи. Ларве су углавном паразити других инсеката.== Преглед ==
Bombyliidae су велика породица мува која се састоји од стотину родова, али животни циклуси већине врста су слабо познати или уопште нису познати. Њихова величина варира од веома малих (2 мм дужине) до веома великих за муве (распон крила од неких 40 мм). Када мирују, многе врсте држе своја крила под карактеристичним углом „забаченог уназад“. Одрасле јединке се углавном хране нектаром и поленом, од којих су неки важни опрашивачи, често са спектакуларно дугим пробосцисима прилагођеним биљкама као што је Lapeirousia са веома дугим, уским цветним цевима. За разлику од лептира, пчелиње мушице држе свој пробосцис равно и не могу га увући. У деловима источне Англије, мештани их називају пчелињацима, захваљујући њиховим додацима налик на кљове. Многе Bombyliidae површно подсећају на пчеле и сходно томе уобичајено име за члана породице је пчелиња мува. Може се приметити сличност са Batesian mimicry, која одраслима пружа одређену заштиту од предатора .
Ларвални стадијуми су предатори или паразитоиди јаја и ларви других инсеката. Одрасле женке обично одлажу јаја у близини могућих домаћина, често у јазбинама буба или оса/усамљених пчела. Иако су паразитоиди инсеката обично прилично специфични за домаћина, често веома специфични за домаћина, неке Bombyliidae су опортунистичке и напашће различите домаћине.
Bombyliidae обухвата најмање 4.500 описаних врста, а сигурно још хиљаде других треба да буду описане. Међутим, већина врста се често не појављује у изобиљу, а у поређењу са другим великим групама опрашивача, много је мање вероватно да посећују цветне биљке у урбаним парковима или приградским баштама. Као резултат тога, ово је вероватно једна од најслабије познатих породица инсеката у односу на богатство врста. Породица има неједнак фосилни запис, а врсте су познате са неколико локалитета, најстарије познате врсте познате су из бурманског ћилибара средње креде, старе око 99 милиона година.

## Морфологија

### Одрасли
Иако морфологија мува лебделица варира у детаљима, одрасле особе већине пчелињих мува карактеришу неки морфолошки детаљи који олакшавају препознавање. Димензије тела варирају, у зависности од врсте, од 1,0 мм до 2,5 cm. Облик је често компактан, а интегумент је обично прекривен густом и богатом длаком. Боја је обично неупадљива и преовлађују боје као што су смеђа, црно-сива и светле боје попут беле или жуте. Многе врсте су мимичариод Hymenoptera Apoidea. Код других врста појављују се мрље спљоштених длака које могу деловати као сребрнаста, позлаћена или бакрена огледала; они можда служе као визуелни сигнали у препознавању партнера/супарника, или можда имитирају рефлектујуће површинске честице на голом земљишту са високим садржајем материјала као што су кварц, лискун или пирит.
Глава је округла, са конвексним лицем, често холоптична код мужјака. Антене су типа аристат састављене од три до шест сегмената, при чему је трећи сегмент већи од осталих; оловка је одсутна (антена од три сегмента) или је састављена од једног до три флагеломера (антена од четири до шест сегмената). Усни органи су модификовани за сисање и прилагођени за храњење цветовима. Дужина знатно варира: на пример, Anthracinae имају кратка уста, са уснама које се завршавају великим меснатим лабелумом, код Bombyliinae; код Phthiriinae, цев је знатно дужа, а код Bombyliinae више од четири пута дужине главе.
Ноге су дугачке и танке, а предње ноге су понекад мање и витке од средњих и задњих ногу. Обично су опремљене чекињама на врху тибије, без емподије, а понекад и без пулвила. Крила су провидна, често хијалина или равномерно обојена или са тракама. Алула је добро развијена, ау мировању крила су отворена и хоризонтална у облику слова В који открива бочне стране стомака.
Трбух је углавном кратак и широк, субглобозног облика, цилиндричног или купастог облика, састављен од шест до осам привидних мокраћа. Преостали урини су део структуре спољашњих гениталија. Трбух женки се често завршава спинозним процесима, који се користе у одлагању јаја. Код Anthracinae и Bombyliinae, дивертикулум је присутан у осмом урину, у коме се јаја мешају са песком пре него што се одлажу.
Венација крила, иако променљив унутар породице, има неке заједничке карактеристике које се могу сажети у основи у посебној морфологији грана радијалног сектора и редукцији рачвања медија. Коста се простире на целој ивици, а субкоста је дуга, често се завршава на дисталној половини обалног руба. Полупречник је скоро увек подељен на четири гране, са фузијом грана Р 2 и Р 3, а карактерише га вијугавост крајњих делова грана радијалног сектора. Венација представља значајно поједностављење у поређењу са другим Asiloidea и, уопште, са другим нижим Brachycera. М 1 је увек присутан и конвергира на маргини или, понекад, од Р 5. М 2 је присутан и достиже маргину, или је одсутан. М 3 је увек одсутан и спојен је са М 4. Дискална ћелија је обично присутна. Грана М 3 +4 је одвојена од ћелије диска на дисталном задњем тјемену, тако да се средња кубитала повезује директно са задњом маргином ћелије диска. Кубитална и анална вена су комплетне и завршавају се одвојено на ивици или се спајају на краткој удаљености. Сходно томе, ћелијска чашица може бити отворена или затворена.варира у детаљима, одрасле особе већине пчелињих мува карактеришу неки морфолошки детаљи који олакшавају препознавање. Димензије тела варирају, у зависности од врсте, од 1,0 мм до 2,5 cm. Облик је често компактан, а интегумент је обично прекривен густом и богатом длаком. Боја је обично неупадљива и преовлађују боје као што су смеђа, црно-сива и светле боје попут беле или жуте. Многе врсте су мимичариод Hymenoptera Apoidea. Код других врста појављују се мрље спљоштених длака које могу деловати као сребрнаста, позлаћена или бакрена огледала; они можда служе као визуелни сигнали у препознавању партнера/супарника, или можда имитирају рефлектујуће површинске честице на голом земљишту са високим садржајем материјала као што су кварц, лискун или пирит. Глава је округла, са конвексним лицем, често холоптична код мужјака. Антене су типа аристат састављене од три до шест сегмената, при чему је трећи сегмент већи од осталих; оловка је одсутна (антена од три сегмента) или је састављена од једног до три флагеломера (антена од четири до шест сегмената). Усни органи су модификовани за сисање и прилагођени за храњење цветовима. Дужина знатно варира: на пример, Anthracinae имају кратка уста, са уснама које се завршавају великим меснатим лабелумом, код Bombyliinae; код Phthiriinae, цев је знатно дужа, а код Bombyliinae више од четири пута дужине главе.
Ноге су дугачке и танке, а предње ноге су понекад мање и витке од средњих и задњих ногу. Обично су опремљене чекињама на врху тибије, без емподије, а понекад и без пулвила. Крила су провидна, често хијалина или равномерно обојена или са тракама. Алула је добро развијена, ау мировању крила су отворена и хоризонтална у облику слова В који открива бочне стране стомака.
Трбух је углавном кратак и широк, субглобозног облика, цилиндричног или купастог облика, састављен од шест до осам привидних мокраћа. Преостали урини су део структуре спољашњих гениталија. Трбух женки се често завршава спинозним процесима, који се користе у одлагању јаја. Код Anthracinae и Bombyliinae, дивертикулум је присутан у осмом урину, у коме се јаја мешају са песком пре него што се одлажу.
Венација крила, иако променљив унутар породице, има неке заједничке карактеристике које се могу сажети у основи у посебној морфологији грана радијалног сектора и редукцији рачвања медија. Коста се простире на целој ивици, а субкоста је дуга, често се завршава на дисталној половини обалног руба. Полупречник је скоро увек подељен на четири гране, са фузијом грана Р 2 и Р 3, а карактерише га вијугавост крајњих делова грана радијалног сектора. Венација представља значајно поједностављење у поређењу са другим Asiloidea и, уопште, са другим нижим Brachycera. М 1 је увек присутан и конвергира на маргини или, понекад, од Р 5. М 2 је присутан и достиже маргину, или је одсутан. М 3 је увек одсутан и спојен је са М 4. Дискална ћелија је обично присутна. Грана М 3 +4 је одвојена од ћелије диска на дисталном задњем тјемену, тако да се средња кубитала повезује директно са задњом маргином ћелије диска. Кубитална и анална вена су комплетне и завршавају се одвојено на ивици или се спајају на краткој удаљености. Сходно томе, ћелијска чашица може бити отворена или затворена.
Осолике муве из породице Syrphidae такође често опонашају Hymenoptera, а неке врсте сирпида је тешко разликовати од Bombyliidae на први поглед, посебно за врсте пчелињих мушица које немају дуг пробосцис или дуге, танке ноге. Такви Bombyliidae се још увек могу разликовати на терену по анатомским карактеристикама као што су:
- Обично имају равномерно закривљено или нагнуто лице (осолике муве често имају истакнуте избочине на заноктици лица и/или избочине лица у облику кљуна до чвора).
- Крилима недостаје "лажна задња ивица" и често имају велике тамне области са оштрим границама или сложене шаре пега ( крила летелице су често чиста или имају глатке нагибе нијанси, а њихове вене се спајају позади у "лажну ивицу" пре него достизање праве задње ивице крила).
- Стомак и грудни кош ретко када имају велике сјајне површине формиране од изложене заноктице (осолике муве често имају сјајне кутикуларне површине тела).

### Ларва
Ларве већине пчелињих мува су две врсте. Оне прве врсте су издуженог и цилиндричног облика и имају метапнеустички или амфипнеустични трахеални систем, опремљен паром трбушних душника и, могуће, торакалним паром. Они друге врсте су здепасти и еуцефалични и имају један пар спирацлес постављен у абдомену.

## Биологија
Одрасли преферирају сунчане услове и сува, често пешчана или каменита подручја. Имају моћна крила и обично се налазе у лету изнад цвећа или у одмарању на голој земљи изложеној сунцу ( погледајте видео ) Они значајно доприносе унакрсном опрашивању биљака, постајући главни опрашивачи неких биљних врста пустињских средина. За разлику од већине глицифагних двокрилаца, пчелиње мушице се хране поленом (из којег задовољавају своје потребе за протеинима). Слично трофичко понашање јавља се и код мува лебдећица, још једне важне породице опрашивача Diptera.
Као и код лебдећих мува, пчелиње мушице су способне за нагло убрзање или успоравање, све осим брзих промена правца без замаха, врхунску контролу положаја док лебде у ваздуху, као и карактеристично опрезан приступ могућем храњењу или слетању сајту. Бомбилииди су често препознатљиви по свом здепастом облику, по понашању у лебдењу и по одређеној дужини њихових усних органа и/или ногу док се нагињу напред у цветове. За разлику од лебдећих мушица, које се насељавају на цвету као и пчеле и други инсекти опрашивачи, оне врсте пчелињих мушица које имају дугачак пробосцис углавном се хране док настављају да лебде у ваздуху, као Спхингидае, или док додирују цвет својим предњим ногама да би се стабилизовале њихов положај – без потпуног слетања или престанка осциловања крила.
Међутим, врсте са краћим пробосцисом слећу и ходају по цветним главама и може их бити много теже разликовати од мува лебдећица у пољу. Као што је напоменуто, многе врсте пчелињих мува проводе редовне временске интервале у мировању на земљи или близу ње, док мухе лебдећи то ретко раде. Стога може бити информативно посматрати јединке како се хране и видети да ли се спуштају на ниво тла након неколико минута. Блиско посматрање је често лакше са храњењем јединки него са мувама на тлу, јер ове последње посебно брзо полете на први поглед на силуете у покрету или сенке које се приближавају.
Понашање при парењу примећено је само код неколико врста. Може да варира од прилично генеричког ројења или нежељеног пресретања у ваздуху, као што је уобичајено код многих двокрилаца, до понашања удварања које укључује специфичан образац лета и нагиб крила мужјака, са или без поновљеног контакта пробосциса између мужјака и женке. Мужјаци често траже мање или веће чистине на тлу, вероватно у близини цветних биљака или станишта за гнежђење домаћина која су вероватно привлачна женкама. Могу да се врате на свој изабрани смуђ или закрпу након сваког храњења или након потере за другим инсектима који прелећу, или уместо тога могу да посматрају своју изабрану територију док лебде један или више метара изнад голог дела.
Гравидне женке траже станишта за гнежђење домаћина и могу провести много минута прегледавајући, на пример, улазе мањих јазбина у тлу. Код неких врста ово понашање се састоји од лебдења и поновљених додиривања земље предњом ногом у делићу секунде близу ивице улаза у јазбину, вероватно да би се открили биохемијски трагови о конструктору јазбине, као што су идентитет, недавно посећивање итд. Ако јазбина прође испитивање, онда пчелиња мува може наставити да слети и убаци свој задњи стомак у земљу, полажући једно или више јаја на ивицу или у непосредној близини ње. У девет потфамилија, укључујући чешће уочљиве Бомбилиинае и Антхрацинае, женке често уопште не слећу током инспекције јазбине домаћина и настављају да ослобађају своја јаја из ваздуха брзим покретима стомака док лебде изнад јазбине.
Ово изванредно понашање донело је таквим врстама колоквијално име "мува бомбаш", што се може видети у онлајн видео клипу Роиа Клеукера на Јутјубу.  Женке са овом изванредном стратегијом овипозиције обично имају вентралну структуру за складиштење познату као "пешчана комора" на задњем крају стомака, која је испуњена зрнцима песка сакупљених пре полагања јаја.Ова зрна песка се користе за облагање сваког јајета непосредно пре њиховог пуштања у ваздух, за шта се претпоставља да ће побољшати циљ женке, као и шансе за преживљавање јајета додавањем тежине, успоравањем дехидрације јаја, маскирањем биохемијских знакова који би могли да изазову понашање домаћина као што је гнездо. чишћење или напуштање – или комбинација сва три.

Упркос великом броју врста ове породице, биологија малолетника већине врста је слабо схваћена. Постембрионални развој је типа хиперметаморфног, са паразитоидним или хиперпаразитоидним ларвама. Изузеци су ларве Heterotropinae, чија је биологија слична оној код других Asiloidea, са предаторским ларвама које не пролазе кроз хиперметаморфозу. Домаћини пчелињих мува припадају различитим редовима инсеката, али углавном спадају у холометаболне редове. Међу њима су Hymenoptera, посебно суперфамилије Vespoidea и Apoidea, бубе, друге муве и мољци. Ларве неких врста укључујући Villa sp. храни се јајним ћелијама Orthoptera. Bombylius major ларве паразитирају на усамљеним пчелама укључујући и Andrena. Anthrax anale је паразит ларви тиграсте бубе, а A. trifasciata је паразит зидне пчеле. Неколико афричких врста Villa и Thyridanthrax су паразитске лутке муве цеце. Villa morio паразитира на благотворној врсти ихнеумонида Banchus femoralis. Ларве Dipalta паразитирају на мрављим лавовима . 
Понашање познатих облика слично је понашању ларви Nemestrinoidea: ларва првог степена је планидијум, док остали стадијуми имају паразитски хабитус. Јаја се обично полажу у будућег домаћина или у гнездо где се домаћин развија. Планидијум улази у гнездо и пролази кроз промене пре него што почне да се храни

## Зоогеографија
Породица је широм света ( Палеарктичка зона, Неарктичко царство, Афротропско царство, Неотропско царство, Аустралијско царств, Океанско царство, Индомалајско царство), али има највећи биодиверзитет у тропским и суптропским сушним климама. У Европи је 335 врста распоређено у 53 рода.

## Систематика
Систематика пчелињих мушица је најнеизвеснија од било које породице доњих Brachycera. Willi Hennig (1973) је сместио пчелиње мушице у суперпородицу Nemestrinoidea, на основу аналогија у понашању ларви, позиционирајући суперпородицу у Tabanomorpha унутар инфрареда Homoeodactyla. Boris Rohdendorf (1974) се бавио породицом у одвојена натпородица (Bombyliidea), повезујући је са натпородицом Asilidea. Тренутно блиска корелација или позиционира пчелиње мушице у натпородицу Asiloidea sensu Рохдендорф (Asilidea) или су укључене у породице које је раздвојио Рохдендорф у суперпородици Asilidea.
| N.N. | \| \| ? Scenopinidae and Therevidae \| \| \| \| \| \| ? Mydidae and Apioceridae \| \| \| \| \| \| ? Asilidae \| \| \| \| |
|      | \| \| ? Scenopinidae and Therevidae \| \| \| \| \| \| ? Mydidae and Apioceridae \| \| \| \| \| \| ? Asilidae \| \| \| \| |
|      | Bombyliidae |
|      | |
|      | ? Scenopinidae and Therevidae                                                                                            |
|      | |
|      | ? Mydidae and Apioceridae                                                                                                |
|      | |
|      | ? Asilidae |
|      | |

|  | ? Scenopinidae and Therevidae |
|  |                               |
|  | ? Mydidae and Apioceridae     |
|  |                               |
|  | ? Asilidae                    |
|  |                               |

Унутрашња систематика пчелињих мува је неизвесна. У прошлости је 31 потпородица била добро дефинисана, али се сматра да је породица полифилетска (sensu lato). Током 1980-их и 90-их, породица је претрпела неколико ревизија: Webb (1981)  је коначно преселио род Hilarimorpha у своју породицу (Hilarimorphidae). Zaitzev (1991) је преселио род Mythicomyia и неколико других мањих родова у породици Mythicomyiidae, Yeates (1992, 1994)  је пребацио целу потпородицу Proratinae, са изузетком Apystomyia, у породицу Scenopinidae а потом и род Apystomyia у породицу Hilarimorphidae. Nagatomi & Liu (1994) преселили су Apystomyia у сопствену породицу Apystomyiidae. Након ових ревизија, пчелиње мушице sensu stricto имају већу морфолошку хомогеност, али монофилност породице и даље остаје сумњива. Филогенетска анализа CAD и секвенце гена  28S rDNA подржавају монофилију само осам подфамилија од петнаест укључених у студију, при чему се Bombyliinae решава као високо полифилетска група.
Све у свему, породица обухвата око 4700 описаних врста, распоређених у 270 родова. Унутрашњи распоред варира према извору, према различитим оквирима које аутори приписују племенима и потпородицама. За поделу породице често се користи ова шема:
- Anthracinae
  - Anthracini
  - Aphoebantini
  - Exoprosopini
  - Plesiocerini
  - Villini
  - Xeramoebini
- Antoniinae
- Bombyliinae
  - Acrophthalmydini
  - Bombyliini
  - Conophorini
- Crocidiinae
- Cythereinae
- Ecliminae
- Heterotropinae
- Lomatiinae
  - Lomatiini
  - Peringueyimyiini
- Mariobezziinae
- Oligodraninae
- Oniromyiinae
- Phthiriinae
  - Phthiriini
  - Poecilognathini
- Tomomyzinae
- Toxophorinae
  - Gerontini
  - Systropodini
  - Toxophorini
- Usiinae
  - Apolysini
  - Usiini
- Xenoprosopinae

## Генера
- Acanthogeron Bezzi, 1925
- Acreophthiria Evenhuis, 1986
- Acreotrichus Macquart, 1840
- Acrophthalmyda Bigot, 1858
- Adelidea Macquart, 1840
- Adelogenys Hesse, 1938
- Aldrichia Coquillett, 1894
- Alepidophora Cockerell, 1909
- Aleucosia Edwards, 1934
- Alomatia Cockerell, 1914
- Amictites Hennig, 1966
- Amictus Wiedemann, 1817
- Amphicosmus Coquillett, 1891
- Anastoechus Osten Sacken, 1877
- Anisotamia Macquart, 1840
- Anthrax Scopoli, 1763
- Antonia Loew, 1856
- Antoniaustralia Becker, 1913
- Apatomyza Wiedemann, 1820
- Aphoebantus Loew, 1872
- Apolysis Loew, 1860
- Astrophanes Osten Sacken, 1877
- Atrichochira Hesse, 1956
- Australiphthiria Evenhuis, 1986
- Australoechus Greathead, 1995
- Balaana Lambkin & Yeates, 2003
- Beckerellus Greathead, 1995
- Bombomyia Greathead, 1995
- Bombylella Greathead, 1995
- Bombylisoma Róndani, 1856
- Bombylius Linnaeus, 1758, 1758
- Brachyanax Evenhuis, 1981
- Brachydemia Hull, 1973
- Bromoglycis Hull, 1971
- Brychosoma Hull, 1973
- Bryodemina Hull, 1973
- Cacoplox Hull, 1970
- Caecanthrax Greathead, 1981
- Callostoma Macquart, 1840
- Callynthrophora Schiner, 1868[18]
- Canariellum Strand, 1928
- Chalcochiton Loew, 1844
- Choristus Walker, 1852
- Chrysanthrax Osten Sacken, 1886
- Colossoptera Hull, 1973
- Comptosia Macquart, 1840
- Conomyza Hesse, 1956
- Cononedys Hermann, 1907
- Conophorina Becker, 1920
- Conophorus Meigen, 1803
- Corsomyza Wiedemann, 1820
- Coryprosopa Hesse, 1956
- Crocidium Loew, 1860
- Cryomyia Hull, 1973
- Cyananthrax Painter, 1959
- Cyllenia Latreille, 1802
- Cyrtomyia Bigot, 1892
- Cytherea Fabricius, 1794
- Cyx Evenhuis, 1993
- Dasypalpus Macquart, 1840
- Desmatomyia Williston, 1895
- Desmatoneura Williston, 1895
- Deusopora Hull, 1971
- Diatropomma Bowden, 1962
- Dicranoclista Bezzi, 1924
- Diochanthrax Hall, 1975
- Dipalta Osten Sacken, 1877
- Diplocampta Schiner, 1868[18]
- Dischistus Loew, 1855
- Docidomyia White, 1916
- Doddosia Edwards, 1934
- Dolichomyia Wiedemann, 1830
- Doliogethys Hesse, 1938
- Eclimus Loew, 1844
- Edmundiella Becker, 1915
- Efflatounia Bezzi, 1925
- Enica Macquart, 1834
- Epacmoides Hesse, 1956
- Epacmus Osten Sacken, 1886
- Eremyia Greathead, 1996\
- Eristalopsis Evenhuis, 1985
- Eucessia Coquillett, 1886
- Euchariomyia Bigot, 1888
- Euprepina Hull, 1971
- Eurycarenus Loew, 1860
- Euryphthiria Evenhuis, 1986
- Eusurbus Roberts, 1929
- Exechohypopion Evenhuis, 1991
- Exepacmus Coquillett, 1894
- Exhyalanthrax Becker, 1916
- Exoprosopa Macquart, 1840
- Geminaria Coquillett, 1894
- Geron Meigen, 1820
- Glaesamictus Hennig, 1966
- Gnumyia Bezzi, 1921
- Gonarthrus Bezzi, 1921
- Gyrocraspedum Becker, 1913
- Hallidia Hull, 1970
- Hemipenthes Loew, 1869
- Heteralonia Róndani, 1863
- Heterostylum Macquart, 1848
- Heterotropus Loew, 1873
- Hyperalonia Róndani, 1863
- Hyperusia Bezzi, 1921
- Inyo Hall & Evenhuis, 1987
- Isocnemus Bezzi, 1924
- Kapu Lambkin & Yeates, 2003
- Karakumia Paramonov, 1927
- Laminanthrax Greathead, 1967
- Larrpana Lambkin & Yeates, 2003
- Laurella Hull, 1971
- Legnotomyia Bezzi, 1902
- Lepidanthrax Osten Sacken, 1886
- Lepidochlanus Hesse, 1938
- Lepidophora Westwood, 1835
- Ligyra Newman, 1841
- Litorhina Bowden, 1975
- Lomatia Meigen, 1822
- Lordotus Loew, 1863
- Macrocondyla Róndani, 1863
- Mallophthiria Edwards, 1930
- Mancia Coquillett, 1886
- Mandella Evenhuis, 1983
- Mariobezzia Becker, 1913
- Marleyimyia Hesse, 1956
- Marmosoma White, 1916
- Megapalpus Macquart, 1834
- Megaphthiria Hall, 1976
- Melanderella Cockerell, 1909
- Meomyia Evenhuis, 1983
- Metacosmus Coquillett, 1891
- Micomitra Bowden, 1964
- Munjua Lambkin & Yeates, 2003
- Muscatheres Evenhuis, 1986
- Muwarna Lambkin & Yeates, 2003
- Myonema Roberts, 1929
- Neacreotrichus Cockerell, 1917
- Nectaropota Philippi, 1865
- Neobombylodes Evenhuis, 1978
- Neodiplocampta Curran, 1934
- Neodischistus Painter, 1933
- Neosardus Roberts, 1929
- Nomalonia Róndani, 1863
- Nothoschistus Bowden, 1985
- Notolomatia Greathead, 1998
- Oestranthrax Bezzi, 1921
- Oestrimyza Hull, 1973
- Ogcodocera Macquart, 1840
- Oligodranes Loew, 1844
- Oncodosia Edwards, 1937
- Oniromyia Bezzi, 1921
- Othniomyia Hesse, 1938
- Pachyanthrax François, 1964
- Pachysystropus Cockerell, 1909
- Palaeoamictus Meunier, 1916
- Palaeogeron Meunier, 1915
- Palintonus François, 1964
- Palirika Lambkin & Yeates, 2003
- Pantarbes Osten Sacken, 1877
- Pantostomus Bezzi, 1921
- Paracorsomyza Hennig, 1966
- Paradiplocampta Hall, 1975
- Parachistus Greathead, 1980
- Paracosmus Osten Sacken, 1877
- Parageron Paramonov, 1929
- Paramonovius Li & Yeates, 2018
- Paranthrax Bigot, 1876
- Parasysteochus Hall, 1976
- Paratoxophora Engel, 1936
- Paravilla Painter, 1933
- Parisus Walker, 1852
- Perengueyimyia Bigot, 1886
- Petrorossia Bezzi, 1908
- Phthiria Meigen, 1803
- Pilosia Hull, 1973
- Pipunculopsis Bezzi, 1925
- Platamomyia Brèthes, 1925
- Plesiocera Macquart, 1840
- Poecilanthrax Osten Sacken, 1886
- Poecilognathus Jaennicke, 1867
- Praecytherea Théobald, 1937
- Prorachthes Loew, 1868
- Prorostoma Hesse, 1956
- Prothaplocnemis Bezzi, 1925
- Pseudopenthes Roberts, 1928
- Pteraulacodes Hesse, 1956
- Pteraulax Bezzi, 1921
- Pterobates Bezzi, 1921
- Pusilla Paramonov, 1954
- Pygocona Hull, 1973
- Relictiphthiria Evenhuis, 1986
- Rhynchanthrax Painter, 1933
- Satyramoeba Sack, 1909
- Semiramis Becker, 1913
- Semistoechus Hall, 1976
- Sericosoma Macquart, 1850
- Sericothrix Hall, 1976
- Sericusia Edwards, 1937
- Sinaia Becker, 1916
- Sisyromyia White, 1916
- Sisyrophanus Karsch, 1886
- Sosiomyia Bezzi, 1921
- Sparnopolius Loew, 1855
- Sphenoidoptera Williston, 1901
- Spogostylum Macquart, 1840
- Staurostichus Hull, 1973
- Stomylomyia Bigot, 1888
- Stonyx Osten Sacken, 1886
- Synthesia Bezzi, 1921
- Systoechus Loew, 1855
- Systropus Wiedemann, 1820
- Thevenetimyia Bigot, 1875
- Thraxan Yeates & Lambkin, 1998
- Thyridanthrax Osten Sacken, 1886
- Tillyardomyia Tonnoir, 1927
- Timiomyia Evenhuis, 1978
- Tithonomyia Evenhuis, 1984
- Tmemophlebia Evenhuis, 1986
- Tomomyza Wiedemann, 1820
- Tovlinius Zaitzev, 1979
- Toxophora Meigen, 1803
- Triplasius Loew, 1855
- Triploechus Edwards, 1937
- Turkmeniella Paramonov, 1940
- Usia Latreille, 1802
- Veribubo Evenhuis, 1978
- Verrallites Cockerell, 1913
- Villa Lioy, 1864
- Villoestrus Paramonov, 1931
- Walkeromyia Paramonov, 1934
- Wurda Lambkin & Yeates, 2003
- Xenoprosopa Hesse, 1956
- Xenox Evenhuis, 1984
- Xerachistus Greathead, 1995
- Xeramoeba Hesse, 1956

## Извори:
1. ↑  Picker, Mike (2002). Field guide to insects of South Africa. Charles Griffiths, Alan Weaving. Cape Town: Struik. ISBN 1-86872-713-0. OCLC 50215984.
2. 1 2  Hull, Frank M. (1973). Bee flies of the world : the genera of the family Bombyliidae. Washington: Smithsonian Institution Press. ISBN 0-87474-131-9. OCLC 572917.
3. ↑  Wedmann, Sonja; Yeates, David K. (2008-01-17). „EOCENE RECORDS OF BEE FLIES (INSECTA, DIPTERA, BOMBYLIIDAE, COMPTOSIA): THEIR PALAEOBIOGEOGRAPHIC IMPLICATIONS AND REMARKS ON THE EVOLUTIONARY HISTORY OF BOMBYLIIDS: EOCENE RECORDS OF BEE FLIES”. Palaeontology (на језику: енглески). 51 (1): 231—240. S2CID 128576916. doi:10.1111/j.1475-4983.2007.00745.x.
4. ↑  Ye, Xiuna; Yao, Gang; Shih, Chungkun; Ren, Dong; Wang, Yongjie (2019). „New bee flies from the mid-Cretaceous Myanmar amber (Brachycera: Asiloidea: Bombyliidae)”. Cretaceous Research (на језику: енглески). 100: 5—13. Bibcode:2019CrRes.100....5Y. S2CID 135365568. doi:10.1016/j.cretres.2019.03.026.
5. ↑  The Australian Entomologist. 40: 89—92. 2013 https://www.researchgate.net/publication/288683339. Недостаје или је празан параметар |title= (помоћ)
6. ↑  Kao, Yi-Hao; Van Roy, Benjamin (2013-04-20). „Learning a factor model via regularized PCA”. Machine Learning. 91 (3): 279—303. ISSN 0885-6125. S2CID 254740574. doi:10.1007/s10994-013-5345-8.
7. ↑  Yeates, David K.; Greathead, David (1997). „The evolutionary pattern of host use in the Bombyliidae (Diptera): a diverse family of parasitoid flies”. Biological Journal of the Linnean Society (на језику: енглески). 60 (2): 149—185. doi:10.1111/j.1095-8312.1997.tb01490.x.
8. ↑  Kastinger, Christoph; Weber, Anton (2001). „Bee-flies (Bombylius spp., Bombyliidae, Diptera) and the pollination of flowers”. Flora. 196 (1): 3—25. ISSN 0367-2530. doi:10.1016/s0367-2530(17)30015-4.
9. ↑  Yeates, David K.; Greathead, David (1997). „The evolutionary pattern of host use in the Bombyliidae (Diptera): a diverse family of parasitoid flies”. Biological Journal of the Linnean Society. 60 (2): 149—185. ISSN 0024-4066. doi:10.1111/j.1095-8312.1997.tb01490.x.
10. ↑  Hennig, Willi (1973). Diptera (Zweiflügler). Berlin: De Gruyter. ISBN 3-11-004689-X. OCLC 257569926.
11. ↑  Rohdendorf, B. B. (1974). The historical development of diptera. Brian Hocking, Harold Oldroyd, George E. Ball. Edmonton, Alta.: University of Alberta Press. ISBN 0-88864-003-X. OCLC 243593642.
12. ↑  Grimaldi, David (1990). „Manual of Nearctic Diptera. Volume 3. Research Branch: Agriculture Canada, Monograph Number 32. J. F. McAlpine, D. M. Wood”. The Quarterly Review of Biology. 65 (4): 513—514. ISSN 0033-5770. doi:10.1086/417000.
13. ↑  HADDAD, STEPHANIE; MCKENNA, DUANE D. (2016-05-16). „Phylogeny and evolution of the superfamily Chrysomeloidea (Coleoptera: Cucujiformia)”. Systematic Entomology. 41 (4): 697—716. ISSN 0307-6970. S2CID 87055542. doi:10.1111/syen.12179.
14. ↑  WINTERTON, SHAUN L.; KERR, PETER H. (2006-03-20). „A new species of Alloxytropus Bezzi (Diptera: Scenopinidae: Proratinae) from Israel
”. Zootaxa. 1155 (1): 41. ISSN 1175-5334. doi:10.11646/zootaxa.1155.1.4.
15. ↑  Lambkin, Christine L.; Yeates, David K. (2006). „Kapu (Diptera:Bombyliidae:Anthracinae:Exoprosopini), a replacement name for the Australian genus Kapua Lambkin & Yeates”. Invertebrate Systematics. 20 (1): 161. ISSN 1445-5226. doi:10.1071/is05056.
16. ↑  Trautwein, Michelle D.; Wiegmann, Brian M.; Yeates, David K. (2011). „Overcoming the effects of rogue taxa: Evolutionary relationships of the bee flies”. PLOS Currents. 3: RRN1233. PMC 3088465 . PMID 21686308. doi:10.1371/currents.RRN1233 ..
17. ↑  EVENHUIS, NEAL L.; GREATHEAD, DAVID J. (2003-09-19). „World Catalog of Bee Flies (Diptera: Bombyliidae): Corrigenda and Addenda”. Zootaxa. 300 (1): 1. ISSN 1175-5334. doi:10.11646/zootaxa.300.1.1.
18. 1 2  Schiner, I.R. (1868). Diptera. vi In [Wullerstorf-Urbair, B. von (in charge)], Reise der osterreichischen Fregatte Novara. Zool. 2(1)B. Wien: K. Gerold's Sohn. стр. 388pp., 4 pls.